# Bangerz
Bangerz – czwarty album studyjny amerykańskiej piosenkarki Miley Cyrus. Został wydany 30 września 2013 nakładem wytwórni RCA Records. Głównym producentem albumu był Mike Will Made It. Nagrania reprezentują pop z elementami R&B i hip-hopu. Wydawnictwo zadebiutowało na pierwszych miejscach list sprzedaży między innymi w Stanach Zjednoczonych, Wielkiej Brytanii, Australii i Kanadzie.
W Polsce nagrania uzyskały status platynowej płyty.
W ramach promocji albumu zostały wydane trzy single: „We Can’t Stop”, „Wrecking Ball” i „Adore You”. Stacja MTV wyprodukowała i wyemitowała poświęcony powstawaniu albumu film dokumentalny Miley: The Movement. W ramach promocji Cyrus zagrała koncert z cyklu MTV Unplugged oraz odbyła trasę koncertową Bangerz Tour, która przyniosła około 63 miliony dolarów amerykańskich dochodu.

## Lista utworów
| Wersja standardowa | Wersja standardowa                          | Wersja standardowa                                                                                       | Wersja standardowa                          | Wersja standardowa |
| Nr                 | Tytuł utworu                                | Autorzy                                                                                                  | Producenci muzyczni                         | Długość            |
| ------------------ | ------------------------------------------- | --- | ------------------------------------------- | ------------------ |
| 1.                 | „Adore You”                                 | Stacy Barthe · Oren Yoel                                                                                 | Oren Yoel                                   | 4:38               |
| 2.                 | „We Can’t Stop”                             | Mike Will Made It · P-Nasty · Rock City · Miley Cyrus · Doug E. Fresh · Slick Rick                       | Mike Will Made It · P-Nasty · Rock City     | 3:51               |
| 3.                 | „SMS (Bangerz)” (gościnnie: Britney Spears) | Mike Will Made It · Marquel Middlebrooks · Sean Garrett · Miley Cyrus                                    | Mike Will Made It · Marz                    | 2:49               |
| 4.                 | „4x4” (gościnnie: Nelly)                    | Nelly · Pharrell Williams · Miley Cyrus                                                                  | Pharrell Williams                           | 3:11               |
| 5.                 | „My Darlin’” (gościnnie: Future)            | Future · Mike Will Made It · P-Nasty · Jeremih · Jerry Leiber · Mike Stoller · Ben E. King · Miley Cyrus | Mike Will Made It · P-Nasty · Tyler Johnson | 4:03               |
| 6.                 | „Wrecking Ball”                             | Dr. Luke · Mozella · Stephan Moccio · Sacha Skarbek · Cirkut                                             | Dr. Luke · Cirkut                           | 3:41               |
| 7.                 | „Love Money Party” (gościnnie: Big Sean)    | Big Sean · Mike Will Made It · Marquel Middlebrooks · Future · Sean Garrett · Miley Cyrus                | Mike Will Made It · Marz                    | 3:39               |
| 8.                 | „#GETITRIGHT”                               | Pharrell Williams                                                                                        | Pharrell Williams                           | 4:24               |
| 9.                 | „Drive”                                     | Mike Will Made It · P-Nasty · Samuel Jean · Schmugge · Miley Cyrus                                       | Mike Will Made It · P-Nasty                 | 4:15               |
| 10.                | „FU” (gościnnie: French Montana)            | French Montana · Rami Samir Afuni · Mozella · Miley Cyrus                                                | Rami Samir Afuni                            | 3:51               |
| 11.                | „Do My Thang”                               | will.i.am · Michael McHenry · Ryan Buendia · Kyle Edwards · Jean-Baptiste · Miley Cyrus                  | Michael McHenry · Kyle Edwards · will.i.am  | 3:45               |
| 12.                | „Maybe You’re Right”                        | Mike Will Made It · P-Nasty · Cam · John Shanks · Tyler Johnson · Miley Cyrus                            | Mike Will Made It · P-Nasty                 | 3:33               |
| 13.                | „Someone Else”                              | Mike Will Made It · P-Nasty · Rock City · Mozella · Miley Cyrus                                          | Mike Will Made It · P-Nasty                 | 4:48               |
|                    |                                             | |                                             | 50:28              |

| Wersja specjalna | Wersja specjalna                            | Wersja specjalna                                                                                         | Wersja specjalna                            | Wersja specjalna |
| Nr               | Tytuł utworu                                | Autorzy                                                                                                  | Producenci muzyczni                         | Długość          |
| ---------------- | ------------------------------------------- | --- | ------------------------------------------- | ---------------- |
| 1.               | „Adore You”                                 | Stacy Barthe · Oren Yoel                                                                                 | Oren Yoel                                   | 4:38             |
| 2.               | „We Can’t Stop”                             | Mike Will Made It · P-Nasty · Rock City · Miley Cyrus · Doug E. Fresh · Slick Rick                       | Mike Will Made It · P-Nasty · Rock City     | 3:51             |
| 3.               | „SMS (Bangerz)” (gościnnie: Britney Spears) | Mike Will Made It · Marquel Middlebrooks · Sean Garrett · Miley Cyrus                                    | Mike Will Made It · Marz                    | 2:49             |
| 4.               | „4x4” (gościnnie: Nelly)                    | Nelly · Pharrell Williams · Miley Cyrus                                                                  | Pharrell Williams                           | 3:11             |
| 5.               | „My Darlin’” (gościnnie: Future)            | Future · Mike Will Made It · P-Nasty · Jeremih · Jerry Leiber · Mike Stoller · Ben E. King · Miley Cyrus | Mike Will Made It · P-Nasty · Tyler Johnson | 4:03             |
| 6.               | „Wrecking Ball”                             | Dr. Luke · Mozella · Stephan Moccio · Sacha Skarbek · Cirkut                                             | Dr. Luke · Cirkut                           | 3:41             |
| 7.               | „Love Money Party” (gościnnie: Big Sean)    | Big Sean · Mike Will Made It · Marquel Middlebrooks · Future · Sean Garrett · Miley Cyrus                | Mike Will Made It · Marz                    | 3:39             |
| 8.               | „#GETITRIGHT”                               | Pharrell Williams                                                                                        | Pharrell Williams                           | 4:24             |
| 9.               | „Drive”                                     | Mike Will Made It · P-Nasty · Samuel Jean · Schmugge · Miley Cyrus                                       | Mike Will Made It · P-Nasty                 | 4:15             |
| 10.              | „FU” (gościnnie: French Montana)            | French Montana · Rami Samir Afuni · Mozella · Miley Cyrus                                                | Rami Samir Afuni                            | 3:51             |
| 11.              | „Do My Thang”                               | will.i.am · Michael McHenry · Ryan Buendia · Kyle Edwards · Jean-Baptiste · Miley Cyrus                  | Michael McHenry · Kyle Edwards · will.i.am  | 3:45             |
| 12.              | „Maybe You’re Right”                        | Mike Will Made It · P-Nasty · Cam · John Shanks · Tyler Johnson · Miley Cyrus                            | Mike Will Made It · P-Nasty                 | 3:33             |
| 13.              | „Someone Else”                              | Mike Will Made It · P-Nasty · Rock City · Mozella · Miley Cyrus                                          | Mike Will Made It · P-Nasty                 | 4:48             |
| 14.              | „Rooting for My Baby”                       | Pharrell Williams · Miley Cyrus                                                                          | Pharrell Williams                           | 3:20             |
| 15.              | „On My Own”                                 | Pharrell Williams                                                                                        | Pharrell Williams                           | 3:52             |
| 16.              | „Hands in the Air” (gościnnie: Ludacris)    | Ludacris · Mike Will Made It · P-Nasty · Samuel Jean · Asia Bryant · Miley Cyrus                         | Mike Will Made It · P-Nasty                 | 3:22             |
|                  |                                             | |                                             | 1:01:02          |

Dodatkowe informacje
- „We Can’t Stop” zawiera sample z utworu „La Di Da Di” Douga E. Fresha i MC Ricky’ego D.
- „SMS (Bangerz)” zawiera sample z utworu „Push It” zespołu Salt-n-Pepa.
- „My Darlin’” zawiera sample z utworu „Stand by Me” Bena E. Kinga.